# Gabriel Kobylak
Gabriel Kobylak (Brzozów, Polonia, 20 de febrero de 2002) es un futbolista polaco que juega de portero en el Legia de Varsovia de la Ekstraklasa.

## Trayectoria
Kobylak jugó en las categorías inferiores de varios clubes del voivodato de Subcarpacia antes de unirse a la cantera del Legia de Varsovia, uno de los clubes más exitosos del fútbol polaco, en 2018. La titularidad de la portería del equipo filial estaba ocupada por los guardametas Kacper Tobiasz y Cezary Miszta, gozando de pocas oportunidades en la III Liga. En la temporada 2021-22 se anunció su cesión por dos años al Puszcza Niepołomice de la I Liga de Polonia, la segunda división del país. Durante su estancia en el club de las afueras de Cracovia, Kobylak registró cincuenta apariciones. Su vuelta a la capital polaca no trajo consigo la posibilidad de debutar con el primer equipo, marchándose nuevamente cedido esta vez al Radomiak Radom de la Ekstraklasa, máxima categoría del sistema de ligas de Polonia, por una temporada.
En su primera temporada en la élite, el guardameta disputó 29 encuentros vistiendo la elástica zieloni, debutando en el empate en casa por 1-1 frente al Miedź Legnica el 17 de julio de 2022, en la primera jornada de liga. Sus buenas actuaciones con el Radomiak hicieron que Kobylak fuese nombrado mejor jugador joven del mes de febrero durante la temporada 2022-23. En el mercado de verano retornó al Legia, realizando la pretemporada con el primer equipo antes de la campaña 2023-24. Sin embargo, Runjaić solo lo convocó como suplente para un único partido, sin disputar ningún minuto con el Legia. La falta de oportunidades produjo una nueva salida como préstamo, recalando nuevamente en el Radomiak hasta final de temporada, pero ampliando su contrato con los Wojskowi hasta junio de 2027. El 1 de abril de 2024, en el partido a domicilio contra el Puszcza Niepołomice, Kobylak marcó un gol en el arco contrario, disparando desde su propia portería y a más de 80 metros de distancia.
Para la temporada 2024-25 volvió al conjunto varsoviano, disputándose la titularidad de la portería con Kacper Tobiasz. Kobylak jugó 14 encuentros durante la temporada, incluyendo cinco partidos en competiciones europeas; su debut se produjo precisamente en la segunda ronda clasificatoria de la Liga Conferencia de la UEFA, el 1 de agosto de 2024, en la contundente victoria por 0-5 a domicilio ante el Caernarfon Town galés. Posteriormente, fue titular contra el Dinamo Minsk bielorruso, el AC Omonia Nicosia chipriota, el FC Lugano y el Djurgårdens IF sueco. En liga, su debut tuvo lugar el 25 de agosto del mismo año frente al Śląsk Wrocław, en el empate por 1-1 acontecido en el Estadio Municipal de Breslavia, entrando como sustituto de Tobiasz en la segunda mitad del partido.
A nivel internacional, Kobylak ha sido convocado por la selecciones sub-19, sub-20 y sub-21 de Polonia, aunque sin debutar.

## Palmarés

### Títulos nacionales
| Título               | Club              | País    | Año  |
| -------------------- | ----------------- | ------- | ---- |
| Copa de Polonia      | Legia de Varsovia | Polonia | 2025 |
| Supercopa de Polonia | Legia de Varsovia | Polonia | 2025 |